# 19521 Chaos
19521 Chaos là một thiên thể thuộc vành đai Kuiper. Nó có thể là một hành tinh lùn. Chaos được khám phá năm 1998 từ dự án Deep Ecliptic Survey, tại Đài thiên văn quốc gia Kitt Peak.

## Liên kết ngoài

So sách thiên thể này với Mặt Trăng và các TNO lớn khác